# Johann Schweigger
Johann Salomo Christoph Schweigger (Erlangen, 8 de abril de 1779 — Halle an der Saale, 6 de setembro de 1857) foi um químico, físico e matemático alemão.